# Estación Los Sauces
Los Sauces es una antigua estación ubicada en la comuna chilena  de Los Sauces la Región de la Araucanía, que fue parte del ramal Renaico - Traiguén. Es cabecera del subramal Los Sauces-Lebu. Actualmente solo quedan vestigios de lo que inicialmente fue una Estación de Trenes, después una Estación de Trenes de Recepción de madera, pasando por un Terminal de Buses Interurbanos hasta finalmente quedar en completo abandono.